# جون جي جاكسون
جون جي جاكسون (بالإنجليزية: John G. Jackson (politician))‏ (و. 1777 – 1825 م)هو سياسي، ومحامي، وقاضي من الولايات المتحدة الأمريكية . تولى منصب عضو مجلس نواب الولايات المتحدة من ولاية فرجينيا .
توفي في كلاركسبورغ .